# Зеницкий университет
Зеницкий университет (босн. Univerzitet u Zenici) — государственный университет в боснийском городе Зеница. Основан 18 октября 2000 года после решения ряда факультетов Сараевского университета в Зенице о выходе из его состава.

## История
Предшественником Зеницкого университета является металлургическое училище, основанное в 1950 году. В 1961 году его преобразовали в факультет металлургии Сараевского университета. Со временем множество новых факультетов университета появились в Зенице, пока в 2000 году в Зеницко-Добойском кантоне не появился независимый университет. Он входит в Сеть балканских университетов.
Ежегодно в октябре на стадионе Арена Зеница проходит церемония вручения дипломов бакалаврам и магистрам.

## Факультеты
- Факультет металлургии и материаловедения[1]
- Инженерно-механический факультет[2]
- Философский факультет[3]
- Экономический факультет[4]
- Юридический факультет[5]
- Факультет здоровья[6]
- Факультет исламской педагогики[7]
- Политехнический факультет[8]